# 熊本県道174号立野停車場線
熊本県道174号立野停車場線（くまもとけんどう174ごう たてのていしゃじょうせん）は、熊本県阿蘇郡南阿蘇村を通る一般県道である。

## 概要
阿蘇郡南阿蘇村大字立野のJR九州豊肥本線・南阿蘇鉄道高森線 立野駅と国道57号を結んでいる。

### 路線データ
- 起点：熊本県阿蘇郡南阿蘇村大字立野（JR九州豊肥本線・南阿蘇鉄道高森線 立野駅前）
- 終点：熊本県阿蘇郡南阿蘇村大字立野（国道57号交点）

## 地理

### 通過する自治体
- 阿蘇郡南阿蘇村

### 交差する道路
| 交差する道路            | 交差する場所 | 交差する場所 |
| ----------------------- | ------------ | ------------ |
| 国道57号 国道325号 重複 | 大字立野     | 終点         |

### 沿線
- JR九州豊肥本線・南阿蘇鉄道高森線 立野駅